# José Rosa dos Santos
José Rosa dos Santos (Beja, 29 giugno 1945) è un ex arbitro di calcio portoghese.

## Carriera
Divenuto internazionale nel 1984, sarebbe diventato il più considerato arbitro portoghese a cavallo della fine degli anni Ottanta e l'inizio degli Novanta (assieme a Carlos Silva Valente), come confermato dal notevole curriculum:
- nel 1986 dirige la semifinale di andata di Coppa delle Coppe tra Dynamo Kiev e Dukla Praga;
- nel 1987 arbitra la semifinale di ritorno di Coppa UEFA tra Borussia Mönchengladbach e Dundee United;
- nel 1988 viene convocato in vista della fase finale degli Europei di calcio, dove è impegnato in Inghilterra-URSS;
- nel 1990 arbitra dapprima la semifinale di Coppa delle Coppe Sampdoria-Monaco e successivamente ha l'onore di dirigere la finale di andata della Supercoppa UEFA tra i blucerchiati e il Milan;
- nel 1992 è designato, per la seconda volta, in occasione della fase finale degli Europei di calcio in Svezia, dove gli tocca l'incontro tra i padroni di casa e l'Inghilterra.

Nel 1989 è protagonista di un controverso errore durante il quarto di finale di Coppa dei Campioni tra Werder Brema e Milan, che ha una notevole risonanza, tant'è che si imputa a questo episodio la mancata convocazione per il successivo Mondiale di Italia 1990: in particolare, né Rosa dos Santos né il suo guardalinee Azevedo si accorgono che un tiro di Ruud Gullit ha varcato completamente la linea di porta avversaria.;
Interrompe l'attività alla fine della stagione 1991/1992. Molto riconoscibile per i folti baffi.